# Шеремета Аліна Володимирівна
Аліна Володимирівна Шеремета (нар. 22 березня 1998, м. Кам'янець-Подільський, Україна) — українська журналістка, репортажистка, ведуча. Переможниця конкурсу професійної журналістики «Честь професії» (2022).

## Життєпис
Аліна Шеремета народилася 22 березня 1998 року у місті Кам'янці-Подільському Хмельницької області України.
У 2013 році видала роман «Вирватись з пекла».
Закінчила факультет журналістики Львівського національного університету імені Івана Франка (2019). Працювала журналісткою у «Reporters» (2018—2019), «The Ukrainians» (2018—2019); журналісткою (2019—2021), авторкою та ведучою програми «Ок, Аліна» (2020—2021) на «Громадському»; від 2021 — журналістка у «Телебачення Торонто».

## Відзнаки
- переможниця конкурсу професійної журналістики «Честь професії» (2022) — у номінації «Найкраща публіцистика»; спецприз «Надія журналістики»[4][5].